# ヒマラヤ製菓
1. 本社外観
2. 店舗外観
3. ヒマラヤ美術館

ヒマラヤ製菓株式会社（ヒマラヤせいか）は、かつて存在した日本の洋菓子製造・販売会社。愛知県名古屋市中村区に本社を置いていた。

## 概要
名古屋市一円および愛知県・三重県にチェーン店舗を出店し、ケーキをはじめとする洋菓子の販売や喫茶店営業などを展開した。
「ヒマラヤのケーキ」として、また「本丸シュークリーム」、生チョコレート「美術館の石畳」、チョコレート菓子「コーチンエッグ」、「ナゴヤプリン」、赤味噌を用いた「みそサブレ」などの特色ある商品でも知られた。
ヒマラヤ美術館の設立・運営母体でもあった。本社が名古屋駅にほど近く、東海道新幹線の車窓からも「ヒマラヤのケーキ」「ヒマラヤ美術館」の看板を見ることができた。

## 歴史
創業者の津田弘（1925年（大正14年）2月4日 - 1989年（平成元年）7月10日）は、愛知県名古屋市生まれ。津田一族は元来、稲葉寺城主津田豊後守を祖とするが、豊後守は織田信長の伯父にあたり、津田家家紋も織田家と同じ織田瓜である。
津田弘は植物分類学者を志して、1944年（昭和19年）東北帝国大学理学部生物学科に入学、木村有香に学ぶ。1945年（昭和20年）空襲で焼け出されたことから、帰郷して名古屋大学を卒業（東北大学卒業、とする資料もある）。その後、1950年（昭和25年）に製菓業を創業（1951年創業、とする資料もある）。1952年（昭和27年）、菓子分野で「ヒマラヤ」を商標登録（登録番号・第411564号）。1956年（昭和31年）、法人として「ヒマラヤ製菓株式会社」を設立した。
津田弘は、社業のかたわら絵画の収集も行なった。そのコレクションをもとに、1977年（昭和52年）3月にヒマラヤ美術館（財団法人・ヒマラヤ美術館）を開館した。当時「文化不毛の地」とも評されていた名古屋の地に、何とか文化還元を通じて貢献したいとの一念であった。
津田弘はまた、1984年（昭和59年）6月、植物分類学の研究施設の建設に役立ててほしいとして、東北大学に3億円を寄付した。これをもとに東北大学は、理学部附属植物園において植物標本の展示施設として、1987年（昭和62年）4月24日に「植物園記念館（通称・津田記念館）」を開設した。津田記念館の開館日は、津田が尊敬する牧野富太郎の誕生日でもあった。その後、津田は1989年（平成元年）名古屋にて没する。
津田弘の没後、長男の津田一（はじめ）が事業を継承したが、ヒマラヤ美術館の所蔵作品を本業（ヒマラヤ製菓）の資金調達の担保としていながら融資を返済できず、一部の所蔵作品が売却されていることが判明、三岸節子の『ヴェネチア』など有名な絵画が流出してしまったことが、2002年（平成14年）12月明らかになった。この件によって経営不振が表面化。当時財団の理事長も兼務していた一に代わり、津田弘の次男である津田和典が理事長となり財団法人を急遽継承したが、作品の回収、返還が困難を極め、これ以上の継続は厳しいと判断。財団法人を2002年（平成14年）12月末に解散し、美術館を閉館した。翌2003年（平成15年）年にはヒマラヤ製菓本店も閉店し、2003年（平成15年）8月期決算では、9億円の売上に対し約4千万円の経常赤字であった。
2004年（平成16年）1月29日、グループ3社とともに負債総額4社合計約8億円を抱え、名古屋地方裁判所に自己破産を申請。全11店舗が休業に陥るものの、地元食肉販売大手の株式会社ムッターハムが直ちに買収したことで、3月1日から中日ビル店・テルミナ店など、一部店舗が順次営業を再開。工場も「株式会社ムッターハム ヒマラヤ工場」として稼動を再開した。
しかし、ムッターハムとその親会社である株式会社フジチク（フジチクグループ）は、政府のBSE（牛海綿状脳症）対策による国産牛肉買い上げ事業を悪用した牛肉偽装事件で2004年（平成16年）11月8日に摘発、その際ムッターハム社の幹部も逮捕された。そのため同年11月22日、株式会社ムッターハムは負債総額50億円を抱え、名古屋地裁に自己破産を申請した。

## 事業所・店舗

### 事業所
ヒマラヤ本社ビルには、本部事務所、製菓工場、研究開発室、社員食堂があった。2006年（平成18年）までに取り壊され更地となった。
ヒマラヤセンターには、ヒマラヤ美術館、ケーキショップ、パーラー、コーヒーショップ、コーヒー焙煎室、研修ホールがあった。

### 直営店
2002年当時、以下の直営店23店舗が営業していた。
本店、サンロード店、金山店、テルミナ店、金山プラザ店、栄店、サカエチカ店、中日ビル店、栄サロン、ユニモール店、カフェ タント・タント、キッチン タント・タント、ティーサロン ヒマラヤ、ジャスコシティ八事店、アピタ港店、ジャスコワンダーシティ店、ジャスコ豊田店、ジャスコ岡崎南店、アピタ桑名店、アピタ名古屋南店、アピタ稲沢店、アピタ東海通店、ジャスコ小牧店
2003年当時、サンロード店、キッチン タントタント、テルミナ店、中日ビル店、サカエチカ店、カフェ タントタント、栄サロン、ジャスコ八事店、ジャスコ豊田店、ジャスコワンダーシティ店、アピタ稲沢店、アピタ名南店、アピタ桑名店、金山プラザ店が営業していた。

## 経営破綻後

### 他社が引き継いだ店舗
破産直後、いくつかの店舗は、他の地元企業が営業を引き継いだ。
- CAFE Tanto Tanto（栄・セントラルパーク、もちの木広場端）- 2006年（平成18年）3月閉店。
- ヒマラヤのケーキ テルミナ店（名古屋駅前地下街「テルミナ」中地下階）- 2009年（平成21年）閉店。
- ヒマラヤのケーキ サンロード店[7]（名駅地下街サンロード）- 1957年（昭和32年）、サンロードの前身である「ナゴヤ地下街」の開業とともに営業開始。2008年（平成20年）頃閉店。
- 旧「洋菓子喫茶ヒマラヤ 中日ビル店」（中区栄・中日ビル「中日ビルタウン」地下2階）[8] - 2016年（平成28年）12月時点で「ティーサロン ヒマラヤ」として営業していた[9]。ヒマラヤ製菓が自己破産した後、別の会社が運営し、2013年（平成25年）頃に企業経営者の個人が名前も引き継いで経営していたが、中日ビル建て替えによる中日ビルタウン閉鎖により2019年（平成31年）1月31日閉店[10]。

### 派生した企業
西武ライオンズ・高木浩之の父親が、この会社に勤めたのち独立して、愛知県稲沢市に洋菓子製造販売「株式会社シャモニー」を設立。その後、製菓業から引退している。